# Bill Plympton
Bill Plympton est un dessinateur de bande dessinée et un réalisateur de films d'animation américain, né le 30 avril 1946 à  Portland (Oregon).

## Biographie
Bill Plympton est né à Portland, Oregon. Il est le fils de Wilda Jean et Donald F. Plympton, et grandit dans une ferme à proximité à Oregon City avec cinq frères et sœurs : Sally, Tia, Peggy, David et Peter.
De 1964 à 1968, il étudie les arts à Université d’État de Portland, où il participe au club cinéma et travaille au yearbook. À partir de 1968, il prend des cours à la School of Visual Arts de New York. Il devient ensuite dessinateur de bande dessinée et de caricatures pour de nombreux magazines et journaux parmi lesquels le New York Times, Vogue, le Village Voice, ou Vanity Fair. Il démarre en 1975 un comic strip politique dans le SoHo Weekly News. Certains de ses courts métrages, comme Plymptoons, sont des adaptations de ses bandes dessinées. 
En 1988, son court métrage d'animation Your Face est nommé pour l'Oscar du meilleur court métrage d'animation. Il acquiert également une notoriété grâce à d'autres courts métrages d'animation, parmi lesquelles 25 Ways to Quit Smoking qui obtient le Prix du public au Festival d'Annecy en 1989, et Enemies (1991).  
Il a obtenu deux Grands prix du long métrage au Festival international du film d'animation d'Annecy : en 1998 pour L'Impitoyable Lune de miel ! et en 2001 pour Les mutants de l'espace. Il y reçoit une mention spéciale en 2008 pour Guide Dog. Il a également obtenu en 2001 à Cannes le Prix Canal+ du meilleur court métrage par la Semaine de la Critique pour le court métrage d'animation Eat. Quentin Tarantino dans Kill Bill, lui rend hommage. Uma Thurman pourchasse Bill qui tue son mari Tommy Plympton.
Personnalité appréciée pour son dynamisme, sa productivité et sa disponibilité, il fréquente avec une certaine assiduité les festivals européens et internationaux (Anima de Bruxelles, Annecy en France…).

## Filmographie

### Longs métrages d'animation
- 1992 : The Tune
- 1997 : Mondo Plympton
- 1997 : L'Impitoyable Lune de miel ! (I Married a Strange Person!)
- 2001 : Les Mutants de l'espace (Mutant Aliens)
- 2004 : Hair High
- 2008 : Des idiots et des anges (Idiots and Angels)
- 2013 : Les Amants électriques (Cheatin')
- 2015 : La Vengeresse (Revengeance), co-réalisé avec Jim Lujan
- 2016 : Hitler's Folly
- 2023 : Duel à Monte-Carlo Del Norte (Slide)

### Courts métrages d'animation
- 1977 : Lucas the Ear of Corn
- 1984 : Boomtown
- 1987 : Your Face
- 1987 : Love in the Fast Lane
- 1988 : Drawing Lesson #2
- 1988 : One of Those Days
- 1989 : 25 Ways to Quit Smoking (25 moyens pour cesser de fumer)
- 1989 : How to Kiss (Comment embrasser)
- 1990 : Plymptoons
- 1990 : Tango Schmango
- 1990 : Dig My Do
- 1990 : The Wise Man
- 1992 : Push Comes to Shove (Un coup de trop)
- 1993 : Draw
- 1994 : Nosehair (Poil de nez)
- 1994 : Faded Roads (Les routes oubliées)
- 1995 : How to Make Love to a Woman (Comment faire l'amour à une femme)
- 1996 : Smell the Flowers
- 1996 : Boney D
- 1996 : Plympmania
- 1997 : Sex & Violence
- 1998 : The Exciting Life of a Tree (La vie excitante d'un arbre)
- 1998 : More Sex & Violence
- 1999 : Surprise Cinema
- 2000 : Can't Drag Race with Jesus
- 2001 : Eat
- 2004 : Guard Dog
- 2005 : Heard 'Em Say (clip pour Kanye West, album Late Registration)
- 2007 : Shuteye Hotel
- 2008 : Hot Dog
- 2009 : Santa: The Fascist Years
- 2009 : Horn Dog
- 2010 : The Cow Who Wanted to Be a Hamburger
- 2011 : Guard Dog Global Jam
- 2011 : Summer Bummer
- 2011 : Waiting for Her Sailor
- 2012 : gag du canapé de l'épisode Un enfant ça trompe énormément des Simpson (saison 23)
- 2013 : gag du canapé de l'épisode Au beurre noir des Simpson (saison 24)
- 2014 : gag du canapé de l'épisode Le Mariage du blob des Simpson (saison 25)
- 2014 : Footprints
- 2015 : The Loneliest Stoplight
- 2016 : gag du canapé de l'épisode Lisa vétérinaire des Simpson (saison 27)
- 2017 : gag du canapé de l'épisode 22 pour 30 des Simpson (saison 28)
- 2017 : Cop Dog
- 2018 : gag du canapé de l'épisode Sans titre des Simpson (saison 29)
- 2018 : Modern Lives
- 2018 : Trump Bites (série animée)

## Œuvres publiées en français
- Toute la vérité sur le sujet, Paquet, coll. « Carte de visite », 1997  (ISBN 2-940199-03-5).
- Les Mutants de l'espace, Paquet, 2 vol., 1999  (ISBN 2-940199-24-8) et 2000  (ISBN 2-940199-28-0)[9]. Storyboard du film.